# BMW 6 (F13)
BMW F12/F13 — кабриолет/купе производства BMW. BMW представила информацию и фотографии авто в сентябре 2010 года. Автомобиль был впервые показан на Парижском автосалоне в 2010 году. Третье поколение BMW F12 (кабриолет) и F13 (купе) также планируется показать в 2012 году на Шанхайском автосалоне и Нью-Йоркском автосалоне. Четырёхдверное купе, или BMW 6 Gran Coupe, которое было показано на Женевском автосалоне-2012, начнёт производиться в 2012 году.
BMW 6 Кабриолет был впервые показан 18 ноября 2010 года. Откидной верх у авто из ткани, по сравнению с кабриолетом E93 3 серии, который оснащен металлической крышей. 13 марта 2011 года BMW выпустила фотографии и подробности о купе. Четыре месяца спустя BMW представила 640d, преемник 635d E63, с новым дизельным двигателем, который производит 313 л. с. Затем был представлен 650i xDrive, который впервые в истории BMW 6 получил полный привод.

## Gran Coupé
BMW 6 серии (F06), известный как Gran Coupé, напрямую конкурирует с Mercedes-Benz CLS-классом в сегменте четырёхдверных купе.
Gran Coupé и спереди, и сзади схож с купе. По сравнению с двухдверной версией 6-й серии, колёсная база Gran Coupé длиннее на 4,5 дюйма, а кузов на — 4,4 дюйма. Это делает Gran Coupé длиннее (на 4,0 см) и шире (на 1,3 дюйма), чем BMW 5 серии седан (F10). Дополнительная длина, по сравнению с двухдверной 6-й серии, придаёт Gran Coupé посадку 4+1, то есть сзади два полноразмерных сиденья и еще одно посередине. Gran Coupé — долгожданный плод неизданного концепта BMW CS — автомобиль, который был предназначен для слота в верхней линейке автомобилей BMW, наряду с 7-й серии. Цены на купе BMW 640i Gran Coupé (F06) немного больше, чем BMW 740i.
Gran Coupé имеет ту же линейку двигателей, те же конфигурации трансмиссии, как и двухдверное купе 6-й серии. На 650i будет приведён в действие обновлённый вариант 4,4-литрового V-8 N63 twin-turbo, который также получит Valvetronic, мощность 445 л. с. — то есть + 45 л. с. и 30 Н·м по сравнению с аналогичным двигателем в других 6-й серии.
Кроме ближайших конкурентов — Audi A7 и Mercedes-Benz CLS, в текущей линейке BMW есть «внутренние» конкуренты — BMW X6 и BMW 5 серии Gran Turismo (F07).